# Proiectul Metasploit
Proiectul Metasploit este un proiect de securitate IT, care furnizează informații despre vulnerabilitățile de securitate informatică și ajută în dezvoltarea testelor de securitate și a semnăturilor IDS. 
Cel mai cunoscut subproiect al său este Platforma Metasploit open source , un instrument de  concepere și execuție de exploit-uri la distanță. Alte subproiecte importante includ baza de date Opcode, arhivare de shellcode și cercetare în domeniul securității. 
Proiectul Metasploit este de asemenea cunoscut pentru instrumentele sale antilegale și de evaziune, dintre care unele sunt încorporate în platforma Metasploit.
|  |

## Metasploit Framework
Pașii de bază pentru exploatarea unui sistem, folosind arhitectura Metasploit sunt:
1. Alegerea și configurarea unui 'exploit' (cod care pătrunde în sistemul țintă, profitând de una din vulnerabilitățile acestuia; platforma Metasploit include aproximativ 900 de exploit-uri diferite de Windows, Unix/Linux și Mac OS X)
2. Se verifică dacă sistemul țintă vizat este vulnerabil față de exploit-ul ales (opțional)
3. Alegerea și configurarea unui payload (cod ce va fi executat pe sistemul țintă după obținerea accesului pe acesta; de exemplu, un shell la distanță sau un server VNC server)
4. Alegerea tehnicii de codare pentru a cripta payload-ul astfel încât sistemul de prevenire a intrărilor neautorizate (IPS) să nu depisteze payload-ul codat
5. Execuția exploit-ului

Această abordare modulară, ce permite combinarea oricărui tip de exploit cu orice payload, este principalul avantal al arhitecturii Metasploit, ușurând sarcinile hackerilor, ale programatorilor de exploit-uri și de payload-uri.
Metasploit poate fi rulat pe Unix (inclusiv pe GNU/Linux, Mac OS X) și pe Windows. Include două interfețe tip linie de comandă, o interfață web-based și o interfață grafică. Interfața web este proiectată pentru a fi rulată de pe calculatorul hackerului. 
Pentru a alege un exploit și un payload, sunt necesare anumite informații despre sistemul țintă, ca de exemplu versiunea de sistem de operare și tipul de servicii de rețea, ce rulează pe acel sistem. Această informație poate fi obținută cu instrumente de scanare a porturilor și de amprentare a sistemelor de operare, cu ar fi Nmap. 
Scanere de vulnerabilități ca Nexpose sau Nessus pot detecta vulnerabilitățile de securitate ale sistemului țintă. Metasploit poate importa datele unui scan de vulnerabilitate și poate compara vulnerabilitățile identificate în raport cu modulele exploit existente pentru o exploatare optimă.

## Ediții Metasploit
Platforma propriu-zisă este încă liberă și open-source, dar producătorul oferă și o versiune Community free-but-limited, o versiune Express avansată (cu o licență anuală/utilizator de 3000$) și o versiune Pro  completă (cu o licență anuală/utilizator de 15000$). Această platformă include o interfață tip linie de comandă, funcții pentru import, exploatare manuală și atac manual prin forță brută. 

## Payload-uri
Metasploit oferă multe tipuri de payload-uri, inclusiv:
- linie de comandă ce permite rularea scripturilor de colectare informații sau comenzi arbitrare împotriva țintei
- Meterpreter permite utilizatorilor să controleze ecranul unui dispozitiv, folosind VNC, să navigheze, să încarce și să descarce fișiere